# Waldesische faculteit der theologie
De Waldesische faculteit der theologie (Italiaans: Facoltà valdese di teologia) is het oudste protestants-theologisch opleidingsinstituut van Italië.

## Geschiedenis
De Waldesische faculteit der theologie werd opgericht in 1855. In 1920 verplaatste de faculteit naar Rome. Het betrok een gebouw dat speciaal werd ontworpen door de architect Giulio Magni.
De faculteit heeft een ambivalente rol als protestants instituut in de Italiaanse samenleving die enerzijds sterk gekenmerkt wordt door katholicisme, maar anderzijds ook het principe van laïcité in acht neemt.

## Het onderwijs
Het instituut wordt internationaal erkend als universiteit. De faculteit biedt een driejarige academische opleiding theologie (vergelijkbaar met een bachelor) en een tweejarige specialisatie in theologie (vergelijkbaar met een master). Ook zijn er af en toe promotieplekken beschikbaar.

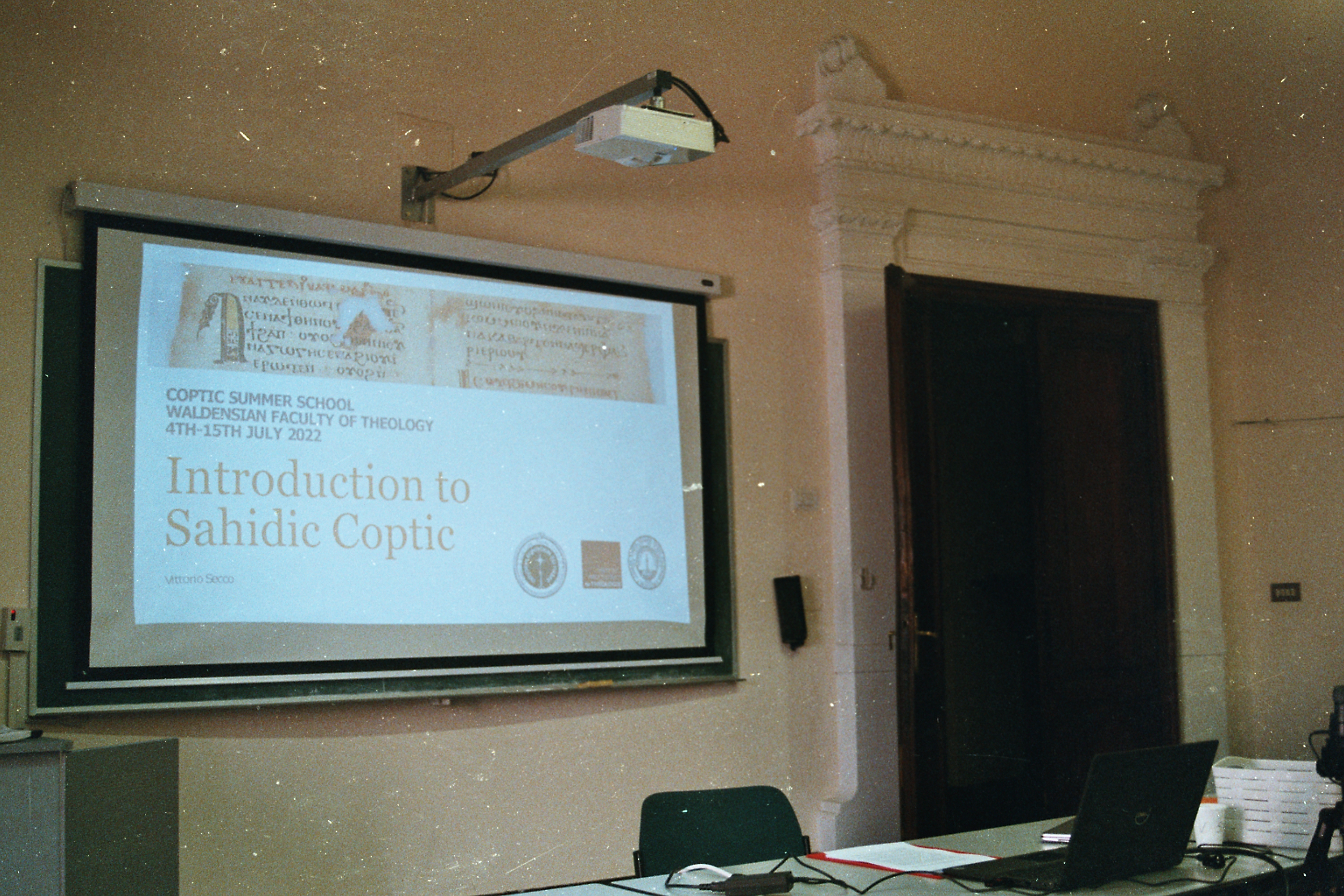
Zomerschool Sahidisch Koptisch bij de Waldesische faculteit der theologie (2022).

## De bibliotheek
Het gebouw van de faculteit heeft een bibliotheek met een enorme collectie aan boeken over de geschiedenis van het christendom. De bibliotheek is gespecialiseerd in protestantse reformatie van de zestiende eeuw, protestantse geschiedenis en theologie, Italiaans protestantisme, bijbelse exegese en protestantse oecumene.